# Solomon Schechter
Pour les articles homonymes, voir Schechter.
Solomon Schechter (en hébreu : שניאור זלמן שכטר , Shneour Zalman Schechter), né le 7 décembre 1847 en Moldavie et mort le 19 décembre 1915, est un rabbin, éducateur et académicien anglais, principalement connu pour avoir été l'architecte du judaïsme conservateur américain, ayant fondé la United Synagogue of America dont il assura la présidence, ainsi que celle du Jewish Theological Seminary of America dont il fit le porte-drapeau du judaïsme conservateur.

## Jeunes années
Solomon Schechter naît dans une famille de sept enfants à Focşani, en Roumanie. Son prénom hébraïque, Shneour Zalman, est celui du fondateur du hassidisme de Loubavitch, auquel adhère sa famille. Il reçoit les rudiments de son père, un abatteur rituel, et aurait été un enfant prodige, apprenant à lire l'hébreu à trois ans, et maîtrisant le Houmash à 5. On l'envoie dans la yeshiva de Piatra Neamţ à dix ans, où il étudie trois ans plus tard avec l'un des plus grands talmudistes de son temps, le Rav Joseph Saul Nathanson de Lemberg. Il retourne ensuite à Focşani, où ses parents lui ont, selon la coutume, arrangé un mariage. Cependant, le mariage est malheureux, et le divorce est prononcé au bout d'un an. À 20 ans, il quitte définitivement la Roumanie, ainsi que son ancien mode de vie.
Schechter se rend au Collège rabbinique de Vienne, fondé par Adolf Jellinek, où il étudie avec des maîtres plus modernes, principalement Isaac Hirsch Weiss et Meir Friedmann. C'est là que son étude se synthétise, et que le futur savant se révèle. Après avoir reçu son diplôme rabbinique en 1879, il se rend à Berlin afin de poursuivre ses études à la Berlin Hochschule für die Wissenschaft des Judentums et à l'université Humboldt de Berlin. Il fait à Berlin deux découvertes marquantes : l'approche critique-historique du judaïsme d'abord, encore à ses débuts, où les textes vénérables sont étudiés comme de simples textes, et que Schechter pratiquera au point de remettre en cause l'attribution de l'Ecclésiaste au roi Salomon et l'historicité de Moïse; d'autre part, l'antisémitisme pseudo-scientifique, soutenu non par des rustres incultes, comme en Roumanie, mais par l'élite intellectuelle et universitaire. Il sert de tuteur privé en études rabbiniques à Richard Gottheil et Claude Montefiore, futur fondateur du judaïsme libéral anglais. Celui-ci, l'invitant à poursuivre son tutorat au Royaume-Uni, permet à Schechter de quitter Berlin trois ans plus tard. Il pense rester un an en Angleterre ; il y passera vingt ans.

## Carrière académique
Bien que pratiquant peu l'anglais à son arrivée, Schechter se trouve rapidement à l'aise en Angleterre: le British Museum et la Bodleian Library d'Oxford contiennent de nombreux livres et manuscrits anciens, et l'antisémitisme se fait nettement moins sentir dans les milieux académiques. Il s'acclimate donc rapidement à la culture, la littérature, et la langue anglaises, et se joint à un groupe de savants juifs, les « Wanderers », constitué par Moses Gaster, Israel Zangwill, Israel Abrahams, Lucien Wolf, et Asher Myersâwho, lesquels maintenaient l'étude universitaire du judaïsme vivace en Angleterre.
Schechter épouse Mathilda Roth, une native de Breslau, en 1887. Il continue l'étude des manuscrits, enseignant et écrivant à Londres jusqu'en 1890, où il est engagé par l'université de Cambridge après la mort de Solomon Marcus Schiller-Szinessy, comme conférencier sur les études talmudiques et lecteur pour les études rabbiniques. Une Solomon Schechter Memorial Lecture est encore tenue à ce jour annuellement par les étudiants de la Cambridge University Jewish Society.
Il voyage beaucoup au cours des années 1890, se rendant en Italie pour étudier dans les bibliothèques, ainsi qu'à Philadelphie et Baltimore pour y délivrer des cours. Il rend également visite à son frère jumeau, qui s'est installé en Palestine mandataire. Les études qu'il mène en 1896 sur les fragments de la Gueniza du Caire, une importante collection de plus de 100 000 pages de manuscrits religieux et textes médiévaux de littérature juive préservée dans la synagogue Ben Ezra du Caire, lui assurent une célébrité mondiale. Il est le premier à en réaliser une exploration systématique de son contenu. L'atmosphère poussiéreuse de la Gueniza nuit à sa santé. Cependant, ses trouvailles révolutionnent les études du judaïsme médiéval. En réalité, Schechter avait d'abord envoyé la collection à la Bodleian Library de l'université d'Oxford sans y avoir touché, mais en 1896 deux sœurs écossaises, Mrs. Lewis et Mrs. Gibson, lui avaient montré des feuillets contenant le texte hébreu de l’Ecclésiastique (ou Siracide), qui n'avait été connu jusque-là que dans ses versions grecque ou latine, lesquelles présentaient certaines différences avec l'hébreu. Il collecte facilement des fonds pour une expédition dans la Gueniza du Caire, sélectionnant soigneusement pour la Bibliothèque de l'Université un matériel trois fois plus important que toute autre collection.
En 1899, il publie les manuscrits, et est nommé professeur d'hébreu à l'University College de Londres.

## L'appel de la communauté juive américaine
En 1901, Solomon Schechter est contacté par des Juifs américains, originaires pour la plupart des pays d'Europe centrale et orientale, qui, s'ils ne s'identifient pas au judaïsme orthodoxe, rejettent les innovations du judaïsme réformé américain, « étrangères » et agressives, les rabbins de ce mouvement voulant établir un « synode » normatif. Solomon Schechter est invité à prendre la tête du Jewish Theological Seminary of America (JTS), une institution fondée par des rabbins orthodoxes souhaitant ouvrir le judaïsme à la modernité et assistés par des rabbins diplômés du Séminaire théologique de Breslau, principal représentant de l'école du judaïsme positif-historique dirigé par Zacharias Frankel.
Schechter devient de 1902 à 1915 le second président du JTS, et, en l'espace de six ans, le réorganise en une institution phare et en rapide expansion du judaïsme américain, dispensant un enseignement dynamique et de qualité, héritier de l'esprit de la Wissenschaft des Judentums. Assurant la présidence du comité d'édition de la version de la Jewish Publication Society de la Bible hébraïque, il participe également à la fondation en 1913 de la United Synagogue of America, renommée plus tard la United Synagogue of Conservative Judaism, réunissant vingt-deux congrégations ayant pris leurs distances avec le judaïsme orthodoxe.
Ces deux institutions fondent les bases d'un nouveau courant du judaïsme, le judaïsme conservateur, qui entend conjuguer une doctrine dévotionnelle en pratique combinée à une ouverture du judaïsme à la contemporéanité. Pour Schechter, la survie du judaïsme aux États-Unis dépend de son adaptabilité à la culture émergente en ce début de XXe siècle. Avec ce mouvement, malgré tout réformiste mais néanmoins modéré dans ses initiatives, entendant s'adapter à son époque sans abandonner les anciennes traditions, Solomon Schechter comble le fossé entre Juifs d'Europe de l'Est et de l'Ouest, proposant avec sa notion de « catholic Israël » une option juive pour le XXe siècle : « le judaïsme conservateur unit ce qui est désirable dans la vie moderne au précieux héritage de notre foi, qui est venue à nous depuis les anciens temps », écrit-il. Schechter continue parallèlement son propre travail de recherche, publiant Some Aspects of Rabbinic Theology (2 vol.) en 1909 et Documents of Jewish Sectaries en 1910.
Il décède en novembre 1915.

## Croyances religieuses et culturelles
Schechter mit en exergue l'importance et la centralité de la loi juive (Halakha) dans la vie juive lors de son discours inaugural à la tête du Jewish Theological Seminary en 1902 : « Le judaïsme n'est pas une religion qui ne s'oppose à rien en particulier. Le judaïsme est opposé à un certain nombre de choses, disant distinctement "tu ne feras pas". Il transpire dans l'entièreté de notre vie. Il demande de contrôler toutes vos actions, et interfère même avec votre menu. Il sanctifie les saisons, régule votre histoire, tant l'histoire passée que le futur. Par-dessus tout, il enseigne que la désobéissance est la force du péché. Il insiste sur l'observance tant de l'esprit que de la lettre ; l'esprit sans la lettre appartient à l'espèce connue des mystiques sous le nom d'"âmes nues" nishmatim artilaïn, errant dans l'univers sans équilibre et sans consistance… En un mot, le judaïsme est absolument incompatible avec l'abandon de la Torah ».
Cependant, avait-il écrit plus tôt, « aussi grande que soit la valeur littéraire d'un code, elle n'en assure pas l'infaillibilité, ni n'exempte l'étudiant ou le rabbin qui en fait usage, d'examiner chaque paragraphe pour ses propres mérites, et de le soumettre aux mêmes règles d'interprétation qui ont toujours été appliquées à la tradition Tradition ». Par conséquent, sa vision de la Halakha se voulait beaucoup plus souple que celle du judaïsme orthodoxe. D'un point de vue orthodoxe, Shechter lui-même violait ouvertement les prohibitions associées à l'observance traditionnelle du chabbat.
Solomon Schechter fut par ailleurs un farouche défenseur du sionisme, en un temps où il était décrié tant par les Juifs orthodoxes que par les réformés. Cette idéologie s'est perpétuée dans le judaïsme conservateur.

## Héritage
Outre ses trouvailles sur les manuscrits contenus dans la Gueniza du Caire, Solomon Schechter a fait du JTS, une institution alors vacillante, un séminaire dynamique, assez robuste pour perdurer plus d'un siècle plus tard. Il est considéré comme la personnalité la plus importante du judaïsme conservateur, voire comme son fondateur.
Le réseau d'écoles dispensant une éducation conservatrice a été nommé en son honneur : il s'étend à plusieurs douzaines de Solomon Schechter Day Schools à travers les États-Unis et le Canada.

## Sources
- Schechter, Solomon 1850-1915, qui cite comme bibliographie :
  - Norman Bentwich, Solomon Schechter: A Biography(Cambridge: Cambridge University Press, 1938) ;
  - Martin E. Marty, Modern American Religion, volume 1 (Chicago: University of Chicago Press, 1986).
- Conservative Judaism: The New Century, Neil Gillman, Behrman House
- Studies in Judaism, Solomon Schechter
- Some Aspects of Rabbinic Theology, Solomon Schechter
- Solomon Schechter and the Ambivalence of Jewish Wissenschaft, David J. Fine, Judaism p. 4-24, 1997